# Hans Fischböck
Hans Fischböck, född 24 januari 1895 i Geras, död 3 juli 1967 i Marburg, var en österrikisk promoverad jurist, nazistisk politiker och SS-general. Han var under andra världskriget generalkommissarie för ekonomi och finansväsen i det av Tyskland ockuperade Nederländerna.

## Biografi
Fischböck studerade rättsvetenskap vid Wiens universitet. Under första världskriget stred han bland annat vid den sydtyrolska fronten. År 1919 promoverades han till juris doktor. Han verkade därefter som prokurist vid Österreichischen Verkehrsbank och senare som direktör för Österreichischen Versicherungs AG.
Omedelbart före Anschluss, Tysklands annektering av Österrike den 13 mars 1938, utsågs Fischböck till statsråd för ekonomi. Efter Anschluss var Fischböck en av de ansvariga för ariseringen av den österrikiska detaljhandeln.

### Nederländerna
Fischböck blev år 1940 medlem av Nationalsocialistiska tyska arbetarepartiet (NSDAP) och Schutzstaffel (SS). I maj samma år utnämndes han till generalkommissarie för ekonomi och finansväsen i det av Tyskland ockuperade Nederländerna under landets rikskommissarie Arthur Seyss-Inquart. Fischböck fick i uppdrag att anpassa den nederländska ekonomin till den tyska. Bland annat skulle den nederländska exporten helt kontrolleras av tyska myndigheter.

### Efter andra världskriget
Efter andra världskrigets slut gick Fischböck under jorden. År 1951 fick han hjälp av ODESSA att fly till Argentina.

## Befordringshistorik
| Datum           | Tjänstegrad      |
| --------------- | ---------------- |
| 1 juni 1940     | SS-Mann          |
| 1 juni 1940     | SS-Oberführer    |
| 9 november 1941 | SS-Brigadeführer |

## Utmärkelser
- Ärekorset
- SS Hederssvärd
- SS-Ehrenring (Totenkopfring)